# 公務人員初等考試
公務人員初等考試，簡稱初考，是中華民國的政府機關，為了選拔公務人員，而由考選部在每年所舉辦的初任性質的國家考試。規範該考試運作的法律，是《公務人員考試法》。該考試的應考資格，為年滿18歲的中華民國國民，其是僅有年齡條件，而沒有學歷限制。第一屆公務人員初等考試，是於1998年所舉行。初考及格者，取得委任第一職等任用資格。

## 外部連結
- 中華民國考選部（中文）